# Strada nazionale 47 di Val Bormida
La strada nazionale 47 di Val Bormida era una strada nazionale del Regno d'Italia, che congiungeva la strada nazionale 46 del Colle di Cadibona ad Alessandria.
Venne istituita nel 1923 con il percorso "Dalla nazionale n. 46 presso Dego ad Alessandria".
Nel 1928, in seguito all'istituzione dell'Azienda Autonoma Statale della Strada (AASS) e alla contemporanea ridefinizione della rete stradale nazionale, il suo tracciato costituì per intero la strada statale 30 di Val Bormida.